# Бриги
Бриги (греч. Βρύγοι или Βρίγες) — народ, обитавший на Балканском полуострове. Часто отождествляется с фригийцами.

## Этимология
На сегодняшний день нет окончательной теории о происхождении племенного имени Bryges. В 1844 году Герман Мюллер предположил, что название может быть связано с тем же индоевропейским корнем, что и в немецком Berg (горы) и славянских языках Брег (холмы, склоны, горы), то есть фактически индоевропейское *bʰerǵʰ. В таком случае, племенное имя Bryges имело бы сходство с западноевропейскими племенными названиями, такими как кельтские бриганты или германские бургунды, и семантически мотивировалось бы некоторыми аспектами значения слова высокий, возвышенный, благородный, знаменитый.

### Собственные имена
Некоторые личные или географические названия, упоминаемые у древних авторов, могут быть этимологически связаны с «Bryges»:
- Бригийские острова в так называемой Адриатической дельте Истра, указанные в поэме Аргонавтика[4].

- Бригиас или Бригиум, город в Lychnitis Palus[5].

- Бриг (сын Афродисия), эпоним в Эпидамне/Диррахии[6][7].

- Бригос[англ.] (аттический гончар первой трети V века до н. э.).

- Бригиндара (город)[8], Бригиндис (местная богиня), Бригиндариос (гражданин)[9] на острове Родос.